# LITTLE ROCK
「LITTLE ROCK」（リトル・ロック）は、日本のバンド・レベッカの13枚目のシングル。1989年11月22日にCBS/SONY RECORDS / FITZBEATから発売された。

## 背景
表題曲は、レベッカがイメージキャラクターを務めたSONY「Liberty」のCMソングに使用された。この曲を最後に、1990年1月に日本武道館で行われたコンサートツアー「BLOND SAURUSの逆襲」ファイナル公演をもって無期活動休止宣言し、1991年2月にレベッカは正式に解散した。
2曲共にオリジナル・アルバム未収録で、表題曲である「LITTLE ROCK」は、1991年に発売されたベスト・アルバム『The Best of Dreams』に、リミックスを施した「LITTLE ROCK (New Remix)」として、カップリング曲の「SEXY GROOVE」は、1995年に発売されたベスト・アルバム『Coupling Songs Collection』にそれぞれ収録された。

## 収録曲
| 全作詞: NOKKO、全作曲: 土橋安騎夫、全編曲: REBECCA。 |                 |       |            |      |
| #                                                    | タイトル        | 作詞  | 作曲・編曲 | 時間 |
| 1.                                                   | 「LITTLE ROCK」 | NOKKO | 土橋安騎夫 | 4:56 |
| 2.                                                   | 「SEXY GROOVE」 | NOKKO | 土橋安騎夫 | 4:23 |
| 合計時間:                                            | 合計時間:       | 9:19  |            |      |

## メディアでの使用
| # | 曲名            | タイアップ             | 出典  |
| - | --------------- | ---------------------- | ----- |
| 1 | 「LITTLE ROCK」 | SONY “LIBERTY” CF SONG | [ 1 ] |